# Holarrhena mitis
Holarrhena mitis là một loài thực vật có hoa trong họ La bố ma. Loài này được (Vahl) R.Br. ex Roem. & Schult. mô tả khoa học đầu tiên năm 1819.